# Zale gradata
Zale gradata är en fjärilsart som beskrevs av Walker 1857. Zale gradata ingår i släktet Zale och familjen nattflyn. Inga underarter finns listade i Catalogue of Life.